# Christian Moser
Christian Moser (Villach, 20 de diciembre de 1972) es un deportista austríaco que compitió en salto en esquí.
Participó en los Juegos Olímpicos de Lillehammer 1994, obteniendo una medalla de  bronce en la prueba de trampolín grande por equipo (junto con Heinz Kuttin, Stefan Horngacher y Andreas Goldberger).

## Palmarés internacional
| Juegos Olímpicos | Juegos Olímpicos      | Juegos Olímpicos  | Juegos Olímpicos |
| Año              | Lugar                 | Medalla           | Prueba           |
| ---------------- | --------------------- | ----------------- | ---------------- |
| 1994             | Lillehammer (Noruega) | Medalla de bronce | TG por equipo    |